# Кама (город)
Кама (яп. 嘉麻市 Кама-си) — город в Японии, находящийся в префектуре Фукуока. Площадь города составляет 135,18 км², население — 39 606 человек (1 августа 2014), плотность населения — 292,99 чел./км².

## Географическое положение
Город расположен на острове Кюсю в префектуре Фукуока региона Кюсю. С ним граничат города Иидзука, Тагава, Асакура, посёлки Кейсен, Кавасаки, Соэда, Тикудзен и село Тохо.

## Население
Население города составляет 39 606 человек (1 августа 2014), а плотность — 292,99 чел./км². Изменение численности населения с 1980 по 2005 годы:
| 1980 | 54 703 чел. |  |
| 1985 | 54 510 чел. |  |
| 1990 | 52 497 чел. |  |
| 1995 | 50 804 чел. |  |
| 2000 | 48 378 чел. |  |
| 2005 | 45 929 чел. |  |

## Символика
Деревом города считается сакура, цветком — рододендрон.